# Israel nos Jogos Olímpicos de Verão de 1960
Israel competiu nos Jogos Olímpicos de Verão de 1960, realizados em Roma, Itália.